# بخش مرکزی شهرستان نیر
بخش مرکزی شهرستان نیر یکی از بخش‌های تابعه شهرستان نیر در استان استان اردبیل ایران است.

## تقسیمات کشوری
- بخش مرکزی شهرستان نیر
  - دهستان دورسون خواجه
  - دهستان رضاقلی قشلاق

شهرها: نیر

## جمعیت
بنابر سرشماری مرکز آمار ایران، جمعیت بخش مرکزی شهرستان نیر در سال ۱۳۸۵ برابر با ۱۳۲۴۹ نفر بوده است.